# 堀川直義
堀川直義（ほりかわ なおよし、1911年〈明治44年〉5月5日 - 2006年〈平成18年〉1月12日）は、日本のマスコミ研究者、成城大学名誉教授。

## 経歴
京都府出身。弟は映画監督の堀川弘通。成城高等学校卒、京都帝国大学文学部哲学科心理学専攻卒、朝日新聞社入社、調査部に勤務しジャーナリズム研究を行い、1961年「新聞における取材と表言に関する科学的研究」で東洋大学より文学博士の学位を取得。のち成城大学教授、文芸学部長、1982年定年退任、名誉教授。1977年日本新聞学会会長。インタビューを「面接」と訳し、「面接博士」と呼ばれた。

## 出演番組
- マス・コミ入門（NHK教育）

## 著書
- 『インタービューの研究 その心理学的基礎実験』朝日新聞社 朝日新聞調査研究室報告 社内用 1952
- 『面接の心理と技術』法政大学出版局 1953
- 『就職の心理と技術』春秋社 現代の生活技術新書 1955
- 『文章のわかりやすさの研究』朝日新聞社 朝日新聞調査研究室報告 1957
- 『面接 どうしたら相手を説得できるか』光文社 カッパ・ブックス 1957
- 『企業における人間関係』全国地方銀行協会 銀行叢書 1959
- 『セールスマンの面接』ダイヤモンド社 1959
- 『経営を生かす人間関係』有紀書房 1961
- 『実例人間面接』有紀書房 1961
- 『記事の書き方・直し方』日経連社内報センター編 日本経営者団体連盟弘報部 社内報編集ハンドブック 1964
- 『女子社員の扱い方 働く女性の心理診断』池田書店 イケダ3Mブックス 1965
- 『話し方と聞き方の構成 その診断と治療』至文堂 1965
- 『ブン屋紳士録 面接博士の面接メモ』秋田書店 サンデー新書 1966
- 『取材の仕方』日経連社内報センター 社内報編集ハンドブック 1967
- 『人を使う人の説得学』日本実業出版社 1970「伸びる男の説得学」三笠書房知的生きかた文庫
- 『対人法 面接・交渉・つき合いの技術』日本経済新聞社 1971
- 『面接の心理と技術』法政大学出版局 教養選書 1971
- 『教師のための話し方』至文堂 1973
- 『部下をもつ人の対話術』日本経営者団体連盟弘報部 1974
- 『伸びる男の人間学 顔のネットワークをつくる法』産業能率短期大学出版部 1976
- 『問診と面接の技術 医師と看護婦のために』医学書院 1977
- 『社会人の話し方入門』日本実業出版社 1978
- 『面接突破100ポイント すぐ役立つ就職ガイドブック』産業労働調査所 1978
- 『新聞活用の知恵100ポイント』産業労働調査所 1979
- 『伸びる男の勉強法』日本経営者団体連盟弘報部 1979
- 『伸びる男の文章上達法』日本経営者団体連盟弘報部 1983
- 『文章の書き方・直し方』日本経営者団体連盟弘報部 1984

### 共編著
- 『人事相談制度の考え方と実際』編 日本経営者団体連盟弘報部 経営労務文庫 1962
- 『看護婦の人間関係』早坂泰次郎共著 医学書院 1963
- 『人を動かす話し方 実例によるセールス話法のすべて』諸星竜共編 ビジネス社 1968
- 『敬語ガイド 用例中心』林四郎共編著 明治書院 1969
- 『現代マス・コミュニケーション論』編著 川島書店 1974
- 『マスコミ見方聞き方上達法』大久保忠利共編著 あゆみ出版 現代人コトバシリーズ 1976
- 『職場の話し方上達法 "話し方"できみは変わる』竹山昭子共著 朝日ソノラマ 1981

### 翻訳
- A.A.ローバック『アメリカ心理学史』南博共訳 法政大学出版局 1956